# Platnersberg

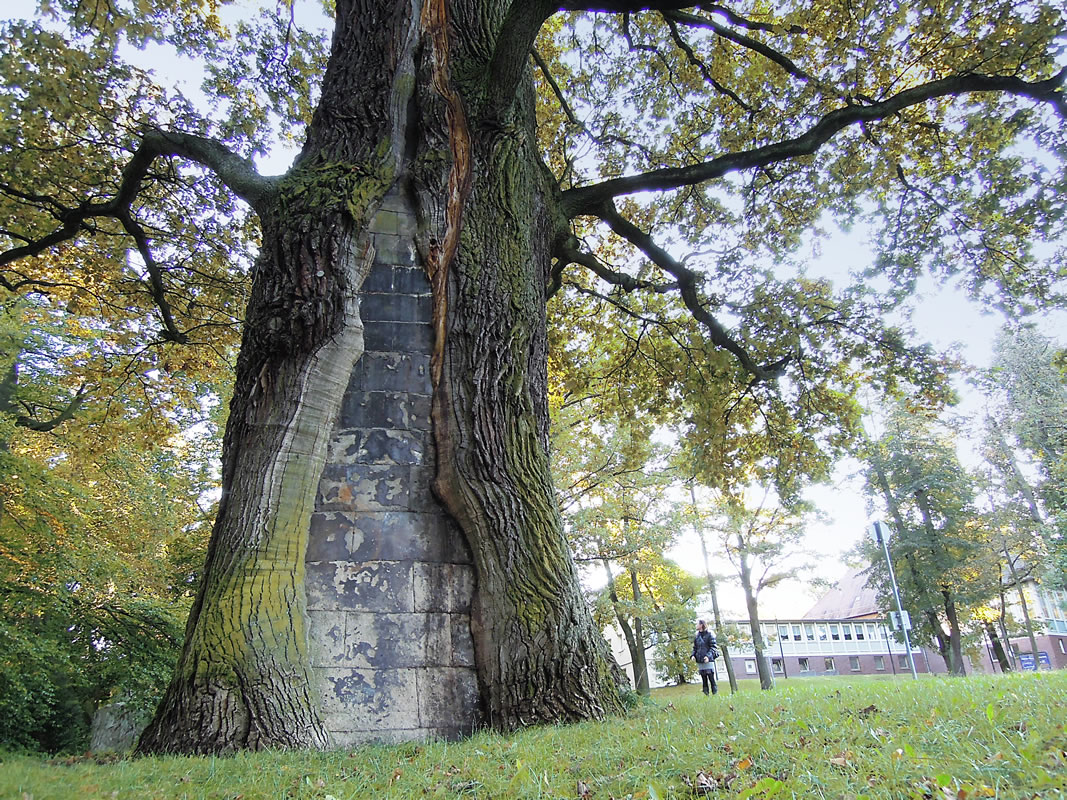
Naturdenkmal Bäreneiche, Platnersberg 2011

Platnersberg (früher auch Tumenberg oder Thümmenberg genannt; nürnbergisch: Bladdnasbäach) ist der Name des Distrikts 911 im Bezirk 91 Erlenstegen der kreisfreien Stadt Nürnberg.

## Geographie
Der Distrikt besteht aus einer etwa zehn Hektar große Grünanlage um ein Altersheim sowie aus dem Wohngebiet zwischen Erlenstegen-, Sibelius-, Haydnstraße und Steinplattenweg. Das Gelände fällt nach Osten und Süden hin ab. Im Süden stößt er an die Erlenstegenstraße (=B 14) an. Die Grünflächen auf beiden Seiten des auf halber Höhe querenden Fußwegs sind als Liegewiesen freigegeben. Im oberen westlichen Bereich gibt es einen 2004 angelegten Kinderspielplatz. Im Park stehen zehn Eichen, die 1986 als Naturdenkmal ausgewiesen wurden. Die größte der Eichen, die Bäreneiche, hat einen Stammumfang von 6,77 m und eine Höhe von 28 m; ihr Alter wurde 2016 auf etwa 300 Jahre geschätzt.
Am 11. Juli 2014 wurde in der Grünanlage am Platnersberg ein kleiner Naturlehrpfad eingeweiht. Dies geschah in Kooperation des Bund Naturschutz, des Stadtrats Marcus König, des Bürgervereins Jobst-Erlenstegen und SÖR. Neben Informationen zu einer alten Eibe und zum namensgebenden Baum des Stadtteils Erlenstegen, der Erle, werden die im Park lebenden Fledermäuse näher vorgestellt. In der Bäreneiche befinden sich zwei Sommerquartiere der Wasserfledermaus (Myotis daubentonii). In den Fledermauskästen wurden Große Abendsegler (Nyctalus noctula) und Mückenfledermaus (Pipistrellus pygmaeus) nachgewiesen.

## Geschichte

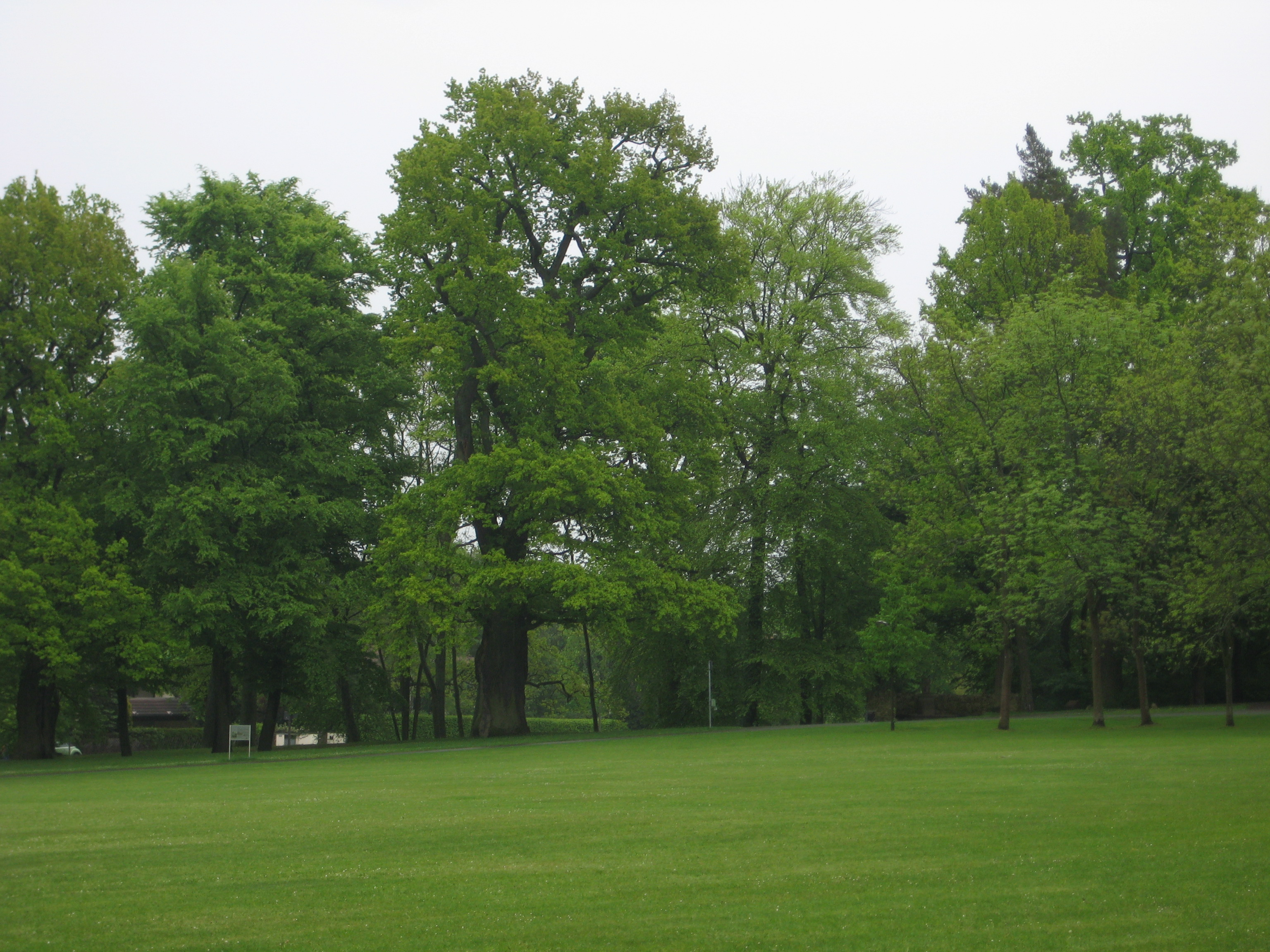
Stieleichen und der Bärenbrunnen, 13. Mai 2010

Der Ort wurde im Jahr 1496 als „Künschrottenberg“ erstmals schriftlich erwähnt. Der Name leitet sich von Kunschrotte ab, was so viel wie Ginster bedeutet. Die Anhöhe war zu diesem Zeitpunkt noch unbebaut. 1533 wurde das Flurgebiet von Georg Thummen gekauft. Er errichtete dort ein „schön, burgerlich Lusthaus“ und nannte dieses „Thummenberg“. Das Herrenhaus wurde vielmals umgebaut, so beispielsweise unter Georg Volckamer von Kirchensittenbach, der 1755 den alten Herrensitz zu einem Barockbau mit Mansarddach umgestalten ließ.
Gegen Ende des 18. Jahrhunderts bestand Thumenberg aus sieben Anwesen (1 Herrensitz, 6 Wohnhäuser). Das Hochgericht übte die Reichsstadt Nürnberg aus, was vom brandenburg-bayreuthischen Oberamt Baiersdorf bestritten wurde. Grundherr über sämtliche Anwesen war der Nürnberger Eigenherr von Kordenbusch.
Von 1797 bis 1810 unterstand Thumenberg dem Justiz- und Kammeramt Erlangen. Im Rahmen des Gemeindeedikts wurde der Ort dem 1813 gebildeten Steuerdistrikt Erlenstegen und der im selben Jahr gegründeten Ruralgemeinde Erlenstegen zugeordnet. In der freiwilligen Gerichtsbarkeit unterstanden zehn Anwesen von 1821 bis 1831 dem Patrimonialgericht Thumenberg. Ein königliches Reskript vom 11. Oktober 1854 genehmigte die Umbenennung des Weilers Thumenberg in Platnersberg (nach Georg Zacharias Platner, der 1836 den Thumenberg erworben hatte). Am 1. Januar 1899 wurde Platnersberg mit Erlenstegen nach Nürnberg eingemeindet.
Unter Georg Zacharias Platner, der das Anwesen 1836 erwarb, wurde der Barockbau unter Leitung des Architekten Carl Alexander Heideloff grundlegend in neugotischem Stil umgestaltet und verlor seinen historischen Charakter. 1896 wurde das neugotische Schlösschen abgerissen und durch eine Neurenaissance-Villa ersetzt. 1906 kaufte die Stadt Nürnberg die Villa samt Park und richtete 1908 dort ein Restaurant ein, das bis in die 1930er Jahre ein gut besuchtes Ausflugsziel der Nürnberger war. Der Park wurde 1907 eine öffentliche Grünanlage. 1943 wurde das Restaurant durch einen Bombenangriff völlig zerstört. An der Stelle, wo viele Jahrhunderte lang ein Herrenhaus stand, befindet sich die Anfang der 1960er Jahre entstandene und 1987–1991 umfassend modernisierte Senioren-Wohnanlage Platnersberg.
Um 2008 wurde aus Gründen des Naturschutzes der von Erlenstegen heraufführende Fußweg ein paar Meter verlegt; so steht nun die Reihe der sechs alten Eichen (wohl über 350 Jahre) unbeeinträchtigt auf der Rasenfläche.

### Einwohnerentwicklung
| Jahr      | 001818 | 001824 | 001836 | 001840 | 001861 | 001871 | 001885 |
| Einwohner | 37     | 31     | 38     | 16     | 25     | 24     | 30     |
| Häuser    | 13     | 3      | 12     | 6      |        |        | 7      |
| Quelle    | [ 2 ]  | [ 12 ] | [ 16 ] | [ 17 ] | [ 18 ] | [ 19 ] | [ 20 ] |

## Religion
Platnersberg war evangelisch-lutherisch geprägt und ist bis heute nach St. Jobst (Nürnberg) gepfarrt. Die Katholiken sind nach Allerheiligen (Schoppershof) gepfarrt.

## Der Bärenbrunnen

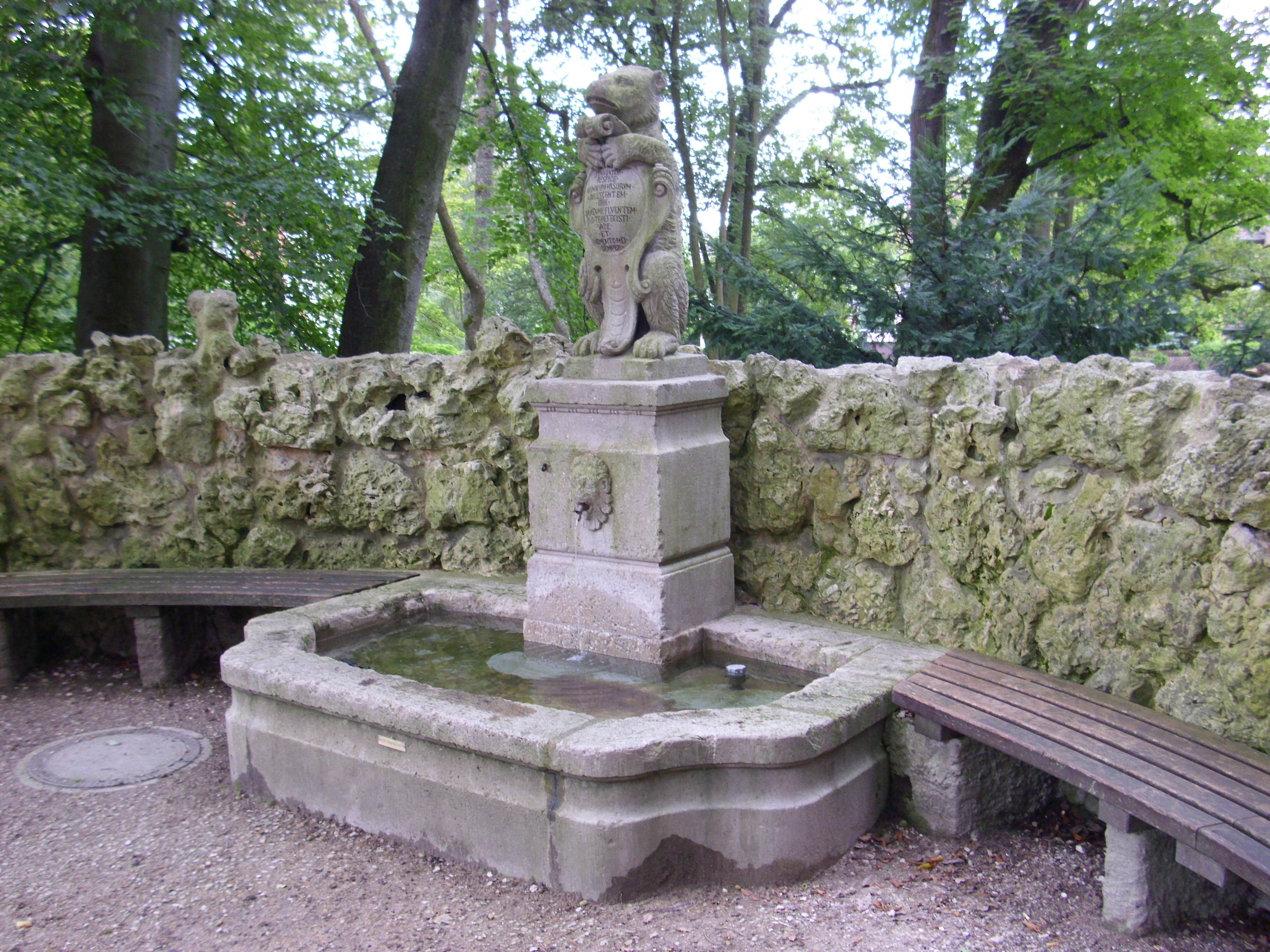
Bärenbrunnen auf dem Platnersberg (2010)

Auf dem Platnersberg steht der sogenannte Bärenbrunnen (auch Bärenbrünnlein genannt). Nach einer alten Sage soll Hans Groland, Besitzer des Künschrottenbergs (heute: Platnersberg), als Jäger an dieser Stelle einen trinkenden Bären überrascht und mit einem Schuss erlegt haben. Zum Andenken ließ er einen in Stein gehauenen Bären an diesem Brunnen aufstellen, der nun von da an den Namen Bärenbrunnen führte. Zwei Jahrhunderte später ließ Andreas Georg Volckamer von Kirchensittenbach den Brunnen erneuern. Er fertigte seinerzeit eine Zeichnung an, die das renovierte Brünnlein inmitten einer hübschen kleinen Gartenanlage zeigt.
Als 1906 die Stadt Nürnberg den Platnersberg übernahm, konnte man nur noch Relikte des historischen Bärenbrünnleins erkennen. Der Kaufmann Gustav Egert, Erster Vorsitzender des Vereins zur Verschönerung von Erlenstegen, gründete 1908 ein Komitee zur Wiederherstellung des Bärenbrunnens. Am 13. November 1909, am gleichen Tag, an dem die bis zur Eichendorffstraße fortgeführte Straßenbahn (damals noch Linie 6) eröffnet wurde, übergab das Komitee den neuen Bärenbrunnen als Zeichen der Dankbarkeit Erlenstegens an die Stadt. 2002 wurde das Bärenbrünnlein ein weiteres Mal restauriert.